# Ptiloglossa pretiosa
Ptiloglossa pretiosa är en biart som först beskrevs av Heinrich Friese 1898.  Ptiloglossa pretiosa ingår i släktet Ptiloglossa och familjen korttungebin. Inga underarter finns listade i Catalogue of Life.